# LONGMAN
LONGMAN（ロングマン）は、日本のパンク・ロックバンド。2019年、Sony Music Associated Recordsよりメジャー・デビュー。

## 略歴
2012年から松山大学の音楽サークル出身である現在のメンバーで活動。バンド名はロングマン英和辞典に由来。辞典を見て良い単語を探していたが見つからず、閉じたタイミングで目に入った「LONGMAN」を採用した。
2014年7月、1stフルアルバム『Neverland』を発売。
2015年8月、2ndミニアルバム『tick』を発売し、同作品が第8回CDショップ大賞の四国ブロック賞を受賞。
2016年11月、2ndフルアルバム『SO YOUNG』を発売。
2017年6月より、SAWA YORIKIが喉の不調を訴え、ライブ活動を一時休止していたが、2018年7月より活動再開。地元である愛媛県松山市で行われた復活ライブは即日完売となった。
2018年9月、3rdミニアルバム『WALKING』を発売。
2019年3月10日、3rdミニアルバム『WALKING』発売に伴うレコ発ツアー「LONGMAN TOUR 2019 "WALKING IS DEAD"」松山公演にて、Sony Music Associated Recordsよりメジャー・デビューすることを発表。
2019年11月6日、シングル『Wish on』（『BORUTO-ボルト- -NARUTO NEXT GENERATIONS-』エンディングテーマ）でメジャー・デビュー。
2020年2月メジャー1stアルバム『Just A Boy』を発売。収録曲の「Replay」はテレビ東京系ドラマ『ゆるキャン△』主題歌。
2021年4月メジャー2ndアルバム『This is Youth』を発売。収録曲の「Hello Youth」はテレビ東京系ドラマ『ゆるキャン△2』主題歌。
2022年5月メジャー1stE.P『ライラ』を発売。表題曲「ライラ」は読売テレビ・日本テレビ系列アニメ『ラブオールプレー』のために書き下ろした楽曲で、同アニメのエンディングテーマとなっている。
2025年5月12日、バンドの公式SNSにて、YUKI HORIKAWA（ほりほり）が、6月15日開催『LONGMAN ONEMAN LIVE 2025「ピザ〜Good bye ほりほりピザパーティ〜』愛媛公演をもってバンドから卒業し、以降はSAWA YORIKI（さわ）とHIROYA HIRAI（ひら）の2人で活動を継続することを発表。

## メンバー
- SAWA YORIKI（ボーカル、ベース）
  - 本名は頼木 佐和（よりき さわ）。愛称はさわちゃん。
- HIROYA HIRAI（ギター、ボーカル）
  - 本名は平井 博也（ひらい ひろや）。愛称はひらい。

旧メンバー
- YUKI HORIKAWA（ドラムス、コーラス）
  - 本名は堀川 雄己（ほりかわ ゆうき）。愛称はほりほり。2025年6月15日をもって脱退を発表。

## ディスコグラフィ

### メジャー

#### 配信限定シングル
| 発売日         | タイトル                    |
| -------------- | --------------------------- |
| 2021年3月30日  | Hello Youth                 |
| 2023年1月7日   | 愛を信じたいんだ            |
| 2023年4月28日  | I LOVE HIS SONG I COULD DIE |
| 2023年7月10日  | spiral                      |
| 2024年9月15日  | LUCKY BOY                   |
| 2024年10月30日 | Silence                     |
| 2025年5月13日  | I'M YOUR BAND               |
| 2025年6月23日  | Seeds of Tomorrow           |

## タイアップ一覧
| 使用年 | 曲名                   | タイアップ                                                                                            |
| ------ | ---------------------- | --- |
| 2015年 | IN THIS WAY            | ナカフード杯 剣道大会CMソング（愛媛県限定）                                                           |
| 2015年 | Better days            | 新潟テレビ21『ヤンごとなき!』9月度エンディングテーマ                                                  |
| 2016年 | Back Home              | 愛媛朝日テレビ『らぶちゅちゅ』11月度エンディングテーマ                                                |
| 2016年 | Back Home              | 岩手朝日テレビ『オン天♪』11月度BGM                                                                    |
| 2019年 | Beautiful World        | FOD連続ドラマ『いつか、眠りにつく日』主題歌                                                           |
| 2019年 | Wish on                | テレビ東京系アニメ『BORUTO-ボルト- -NARUTO NEXT GENERATIONS-』エンディングテーマ（第127話 - 第138話） |
| 2019年 | Wish on                | HBCテレビ『音ドキッ!』11月度オープニング曲                                                            |
| 2019年 | Wish on                | 長崎国際テレビ『AIR』11月度オープニングテーマ                                                         |
| 2020年 | Replay                 | テレビ東京系木ドラ25『ゆるキャン△』エンディング主題歌                                                 |
| 2021年 | Hello Youth            | テレビ東京系木ドラ24『ゆるキャン△2』オープニング主題歌                                                |
| 2022年 | ライラ                 | 読売テレビ・日本テレビ系アニメ『ラブオールプレー』エンディングテーマ                                  |
| 2022年 | まごころってなんだろう | サカイ引越センター「まごころパンダ」シリーズCMソング                                                  |
| 2023年 | 愛を信じたいんだ       | テレビ朝日系24局ネット ドラマ『やっぱそれ、よくないと思う。』主題歌                                   |
| 2023年 | spiral                 | TOKYO MXほかアニメ『無職転生 II 〜異世界行ったら本気だす〜』オープニングテーマ                        |
| 2024年 | LUCKY BOY              | ネッツトヨタ愛媛55周年記念CMソング                                                                    |
| 2025年 | Seeds of Tomorrow      | 『第76回 全国植樹祭 えひめ2026』大会テーマソング                                                      |
| 2025年 | Underclass HERO        | テレビアニメ『3年Z組銀八先生』エンディングテーマ                                                      |